# Ken Houston (football américain)
Pour les articles homonymes, voir Ken Houston.
Pro Football Hall of Fame 1986
(en) Statistiques sur pro-football-reference
Kenneth Ray Houston (né le 12 novembre 1944 à Lufkin, Texas aux États-Unis) est un joueur américain de football américain.
Il fut sélectionné douze fois consécutives au Pro Bowl (1968, 1969, 1970, 1971, 1972, 1973, 1974, 1975, 1976, 1977, 1978 et 1979)
Il a été élu au Pro Football Hall of Fame en 1986. Il fait également partie de l'Équipe NFL de la décennie 1970.